# Stibiu
Stibiul (antimoniul) este un metaloid alb-argintiu, cu numărul atomic 51, având simbolul „Sb”. Metaloidul este întrebuințat pentru realizarea unor aliaje în poligrafie, în industria cauciucului și în tehnică. Alături de zăcămintele de mercur, în mod frecvent, se găsește stibina din care se extrage stibiul sau antimoniul. Aceasta se folosește în aliajele pentru izolarea cablurilor, la fabricarea unor piese rezistente la acizi etc. Alături de arsen, stibiul se remarcă prin toxicitatea deosebită a compușilor săi, și totodată prin utilizările în medicină: ca vomitiv.

## Istorie
Stibiul sub formă de combinații este cunoscut încă din antichitate. Denumirea de stibiu provine de la romani, iar cea de antimoniu provine de la alchimiști. 
În 1470, Basilius Valentinus descrie pe larg metoda de obținere a antimoniului.

## Răspândire
Conținutul de stibiu din scoarța terestră este de numai 5·10−6la sută. În stare nativă, acesta se află arar în cantități mari, și mai des în cantități mici.
Sub formă de combinații, stibiul se află în sulfuri, stibiuri, sulfosăruri de stibiu (sulfostibiuri) și oxizi;
Principalul mineral din care se extrage stibiul este stibina, sulfură de stibiu-Sb2S3, care se prezintă în cristale prismatice, aciculare, strălucitoare ca oțelul, sau în masă cristalină cenușie.
Alte minerale de stibiu:
- sulfostibiuri: pirargiritul (Ag3SbS3), burnonitul (CuPbSbS3), ulmanitul (NiSbS);
- stibiuri: bresthauptitul (NiSb), discrasitul (Ag3Sb)
- oxizi; amestecurile de Sb2O3 și Sb2O4 din natură se numesc ocru de antimoniu.

## Preparare
1. Obținerea stibiului din stibină și fier
2. Obținerea stibiului prin reducerea combinațiilor stibioase cu zinc sau fier

## Proprietăți fizico-chimice
Modificațiile alotropice ale stibiului sunt: stibiul galben, stibiul negru, stibiul exploziv și stibiul cenușiu.
- Stibiul galben este solubil în sulfură de carbon și este foarte nestabil, trecând ușor în stibiu negru.
- Stibiul negru are greutatea specifică 3,5 și se obține din stibiul galben sau prin condensarea rapidă a vaporilor de stibiu și trece ușor la încălzire slabă, în forma cenușie.
- Stibiul cenușiu numit și stibiul metalic, este modificația slabă la toate temperaturile. Se prezintă sub forma unui metal alb-argintiu, cu reflexe albăstrui, în cristale romboedrice. Este casant, se poate sparge cu ciocanul și poate trece ușor ca praf în mojarul de porțelan. Conduce curentul electric mai bine decât arsenul, are duritatea 3, greutatea specifică 6,60, punctul de topire 630,5° Celsius și punctul de fierbere 1635° Celsius.